# Weixelberg (Gemeinde Martinsberg)
Weixelberg (früher auch Weichselberg) ist eine Ortschaft und eine Katastralgemeinde der Gemeinde Martinsberg im Bezirk Zwettl in Niederösterreich.

## Geschichte
Der Ort wurde 1299 zum ersten Mal schriftlich erwähnt. Im Eintrag der Josephinischen Fassion aus Jahre 1786/87 gab es im heutigen Ort 5 Häuser, welche die Hausnummern Weixelberg 1 bis 5 hatten.
Im Jahr 1822 wurde der Ort als Dorf mit insgesamt fünf Häusern genannt, das nach Martinsberg eingepfarrt war, wohin auch die Kinder eingeschult wurden. Die Herrschaft Gutenbrunn besaß die Ortsobrigkeit, die Herrschaft Pöggstall übte die Landgerichtsbarkeit aus, die Herrschaft Gutenbrunn besorgte die Konskription und hatte die Grundherrschaft inne.
Nach der Entstehung der Ortsgemeinden 1849 bildete der Ort eine eigenständige Gemeinde, zu dieser zählten auch die Katastralgemeinden Kleingerungs, Mitterndorf, Kleinpertholz, Reitzendorf und Wiehalm.
Laut Adressbuch von Österreich waren im Jahr 1938 in der Ortsgemeinde Weixelberg einige Landwirte ansässig.
Im Zuge der Niederösterreichische Kommunalstrukturverbesserung wurde der Ort als Gemeinde aufgelöst und mit 1. Jänner 1967 ein Teil der Großgemeinde Martinsberg.

## Siedlungsentwicklung
Zum Jahreswechsel 1979/1980 befanden sich in der Katastralgemeinde Weixelberg insgesamt 8 Bauflächen mit 4.374 m² und 1 Gärten auf 233 m², 1989/1990 gab es 8 Bauflächen. 1999/2000 war die Zahl der Bauflächen auf 31 angewachsen und 2009/2010 bestanden 21 Gebäude auf 37 Bauflächen.

## Bodennutzung
Die Katastralgemeinde ist landwirtschaftlich geprägt. 74 Hektar wurden zum Jahreswechsel 1979/1980 landwirtschaftlich genutzt und 50 Hektar waren forstwirtschaftlich geführte Waldflächen. 1999/2000 wurde auf 72 Hektar Landwirtschaft betrieben und 51 Hektar waren als forstwirtschaftlich genutzte Flächen ausgewiesen. Ende 2018 waren 70 Hektar als landwirtschaftliche Flächen genutzt und Forstwirtschaft wurde auf 51 Hektar betrieben. Die durchschnittliche Bodenklimazahl von Weixelberg beträgt 20 (Stand 2010).